# 六角家 (ラーメン店)
六角家（ろっかくや）は、家系ラーメン店の屋号のひとつであり、また、その運営会社である。本店運営会社は2020年に破産して消滅したが、本店以外で「六角家」を屋号とした姉妹店は、当社と別経営の戸塚店を含めて営業している。

## 概要
家系ラーメン吉村家2号店であった本牧家で創業者の吉村実に学んだ神藤隆が、1988年（昭和63年）に横浜市神奈川区六角橋商店街付近の東急東横線の東白楽駅と白楽駅のほぼ中間で、カウンターのみの客席で開店した。店名の「六角」はこの地名に由来する。吉村家と同じ酒井製麺を採用していた。
のちに「吉村家」「本牧家」と並んで「家系御三家」と称される事になるが、六角家への独立当時、本牧家の従業員の大多数を引き抜いた為、本牧家は一時的に営業出来ない状態に追い込まれている。この為、吉村家と六角家の間には確執があるとされ、のちに六角家の同じ街道沿い徒歩5分強の場所に吉村家直系の「末廣家」、六角家の二軒隣に元・吉村家直系の王道家系列「とらきち家」がオープンした時には、ラーメン三つ巴戦争と呼ばれ「吉村家が弟子を使って六角家を潰しに来た」と家系ファンの間で語り草となった。
1990年（平成2年）9月に法人へ改組し、1994年に新横浜ラーメン博物館の開業と同館に出店して広く認知され、関東地方でセブン-イレブンのオリジナル商品として六角家を冠したカップ麺が発売された。
2012年の時点で六角橋本店、羽田店、戸塚店、海老名店、船橋店、御徒町店の6店舗を営業し、本店からのれん分けした姉妹店も多数存在する。かつては札幌、名古屋、大阪、高松に直営店があった。
2015年1月に消費税の滞納などで、神藤の自宅が財務省から抵当権を設定された。有能な弟子の独立や前述のラーメン三つ巴戦争の影響も相まって経営が悪化して来店客数の減少と店主の体調不良により、2017年10月末に本店を閉店した。
本店運営会社の有限会社六角家は、2020年（令和2年）9月4日に横浜地方裁判所から破産手続開始が決定され、2020年12月21日に法人格が消滅した。
2018年（平成30年）12月13日より「六角家」の屋号を受け継いだ戸塚店は、神藤の実弟が株式会社ヘキサゴナルハウス(ヘキサゴン＝六角形、ハウス＝家、六角家を英語で表現した社名)として営業していたが、2024年（令和6年）11月に女婿が代表者に就任し運営している。
2021年 (令和3年)、新横浜ラーメン博物館の30周年企画「あの銘店をもう一度」への六角家の再出店が企画される。神藤は弟子の手による出店ならばと快諾をしたが、神藤は六角家のラーメン博物館への再出店を見る事なく、2022年10月5日に逝去した。
その後、ラーメン博へは神藤自身の指名により、浜松で蔵前家を営む弟子の袴田裕司がプロジェクトの中心となり、2024年4月より「六角家1994+」はフランチャイズ店として、2025年4月現在も稼働中。
現存する最後の六角家である戸塚店は、2025年6月29日を以てそれまでの下倉田町の店舗を閉店。7月14日より戸塚駅前のトツカーナモール内のテナントに屋号【ラーメン六角家】として再出発した。

## 特徴
ほかの家系ラーメン店よりもスープの味が柔らかい。
のちに本牧家が吉村家から独立した際に味を変えた為、醤油の吉村家系、バランスの本牧家系、豚骨の六角家系と御三家を特色分け出来るとも言え、それぞれの系譜を継ぐ店の味の目安となっている。
また、吉村家の味と一線を画した「六角家」「本牧家」の２系統を「クラシック家系」と表現する向きもある。
この表現は、たかさご家を起点としてのちに武蔵家を中心に勢力を拡大して一大流派となり「東京家系」「新中野系」「武蔵家系」などの呼び名で呼ばれる様になった店舗群と比較し、それ以前の流派という意味が込められている。
現在の横浜家系ラーメンでは当たり前に取り入れられている「味の濃さ・麺の茹で加減・油の量」の調整システムは六角家発祥である。